# Tanaorhinus dohertyi
Tanaorhinus dohertyi là một loài bướm đêm trong họ Geometridae.